# 1977

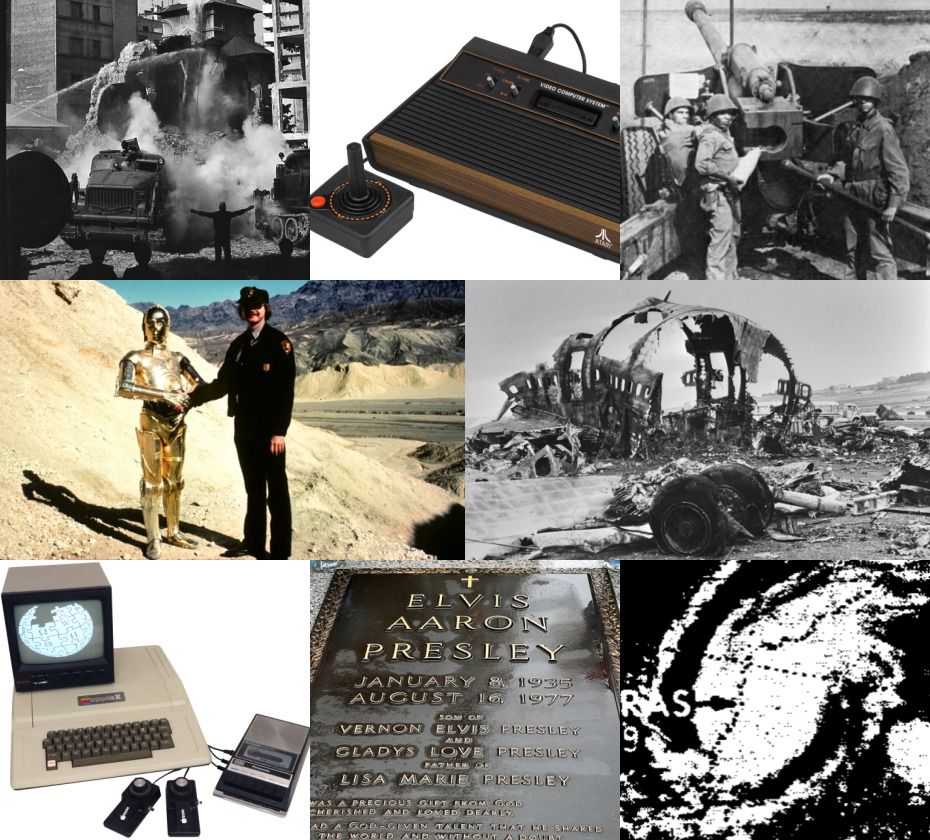
En el sentido de las agujas del reloj desde arriba a la izquierda: un terremoto en Rumania y los Balcanes mata a 1.578 personas; Atari lanza Atari 2600; Se firman los Tratados Torrijos-Carter, que garantizan que Panamá recuperaría el control del Canal de Panamá en 1999; dos aviones de pasajeros Boeing 747 chocaron en la pista del aeropuerto de Los Rodeos, matando a 583 personas; El ciclón de Andhra Pradesh mata a personas; Muere Elvis Presley por paro cardíaco; Apple lanza su exitosa microcomputadora Apple II; George Lucas estrena Star Wars que se convirtió en un fenómeno cultural.

1977 (MCMLXXVII) fue un año común comenzado en sábado según el calendario gregoriano. Fue designado como:
- El Año de la serpiente, según el horóscopo chino.

## Acontecimientos

### Enero
- 4 de enero: las Cortes Españolas aprueban la Ley 17/1977, que permite que los nombres de pila de las personas puedan inscribirse en el Registro civil en cualquiera de los idiomas de este país.
- 7 de enero: en Calama (Chile) se funda el Club de Deportes Cobreloa.
- 7 de enero: en Checoslovaquia, un grupo de intelectuales da a conocer la llamada Carta 77, un documento en el que se exige al gobierno de Praga que respete los derechos humanos y civiles de los ciudadanos.
- 10 de enero: en el este de Zaire (actual República Democrática del Congo) erupciona el monte Nyiragongo.
- 17 de enero: en Utah, se fusila a Gary Gilmore, el primer reo ejecutado tras reinstaurarse la pena capital en los Estados Unidos.
- 18 de enero: un grupo de científicos identifica una bacteria previamente desconocida como causa de la misteriosa enfermedad de los legionarios (legionelosis).
- 18 de enero: cerca de Sídney (Australia) sucede el peor accidente ferroviario de la historia de ese país: fallecen 83 personas.
- 18 de enero: en Bosnia y Herzegovina en un accidente de aviación fallecen el primer ministro de Yugoslavia, Yemal Bijedich, su esposa y otras seis personas.
- 18 de enero: en Roma (Italia), Luciano Re Cecconi (28), futbolista del SS Lazio, ingresa en la joyería de su amigo Bruno Tabócchini, quien lo mata de un disparo. Tabóchini será liberado porque afirmará que disparó porque Cecconi había fingido un atraco.
- 19 de enero: en Miami (Estados Unidos) nieva por primera y única vez en la historia.
- 20 de enero: en Washington D. C. (Estados Unidos), el demócrata Jimmy Carter toma posesión como presidente.
- 23 de enero: se estrena la miniserie de televisión Raíces.
- 23 de enero: En Reino Unido se publica el álbum Animals de Pink Floyd
- 24 de enero: en la calle Atocha de Madrid (España), un grupo ultraderechista (la Alianza Apostólica Anticomunista) asesina a cinco abogados laboralistas de CCOO (Matanza de Atocha).
- 29 de enero: en los Estados Unidos, el actor Freddie Prinze muere por un balazo autoinfligido.
- 31 de enero: en París es inaugurado el Centro Nacional de Arte y Cultura Georges Pompidou por el presidente Valéry Giscard d'Estaing, sucesor de Pompidou.

### Febrero
- 2 de febrero: en India, el Partido del Congreso Nacional Indio, dirigido por Indira Gandhi, se escinde en dos facciones tras la dimisión del ministro de Agricultura.
- 3 de febrero: en Etiopía, Menghistu Hailé (vicepresidente del CAMP) realiza un golpe de Estado en el que es asesinado Teferi Benti (jefe de Estado).
- 6 de febrero: en Paraguay, un referéndum ratifica como presidente vitalicio al dictador Alfredo Stroessner (1912-2006).
- 6 de febrero: en Zimbabue, guerrilleros rodesianos asesinan a tiros a siete miembros de una misión.
- 9 de febrero: el Gobierno español ha establecido relaciones diplomáticas con la mayoría de los países del Este europeo.
- 11 de febrero: el Partido Comunista de España pide su legalización.
- 17 de febrero: la dirigente comunista La Pasionaria (1895-1989) solicita el pasaporte español.
- 18 de febrero: el Ministerio del Interior, Rodolfo Martín Villa, legaliza el Partido Socialista Obrero Español después de treinta y ocho años.
- 18 de febrero: el transbordador espacial de prueba Enterprise realiza su vuelo de bautismo montado sobre un avión Boeing 747.
- 18 de febrero: en Buenos Aires, el general Jorge Rafael Videla sale ileso de un atentado, al estallar una bomba junto a su avión en el momento en que despegaba del aeropuerto militar (Operación Gaviota).
- 20 de febrero: en El Salvador, Carlos Humberto Romero es elegido presidente.
- 22 de febrero: en España, el Gobierno posfranquista deniega la inscripción del Partido Comunista de España en el registro de asociaciones políticas (lo inscribirá el 9 de abril).

### Marzo
- 4 de marzo: Un terremoto de 7,5 sacude la región de Vrancea en Rumanía matando a 1.700 personas e hiriendo a más de 11.300.
- 5 de marzo: en el circuito de Kyalami, (Sudáfrica) fallece en accidente el piloto británico Tom Pryce.
- 7 de marzo: en Pakistán, Zulfikar Ali Bhutto obtiene la victoria en las elecciones legislativas.
- 10 de marzo: un grupo de astrónomos descubre anillos alrededor de Urano.
- 12 de marzo: en Chile, el dictador Augusto Pinochet ―que lideró una dictadura entre 1973 y 1990― decreta la disolución de todos los partidos políticos.
- 22 de marzo: España suspende las relaciones diplomáticas con Guinea Ecuatorial tras un ataque verbal de Francisco Macías Nguema al Gobierno y al rey.
  - en Irán, un terremoto de 6,7 en la provincia de Hormozgan deja 167 muertos y más de 500 heridos.
- 27 de marzo: en Tenerife (Islas Canarias), dos Boeing 747 chocan en una pista de despegue brumosa. Mueren 583 personas (colisión de 1977 en Los Rodeos) siendo el accidente aéreo con mayor número de víctimas mortales de la historia de la aviación[1]
- 28 de marzo: España y México reanudan sus relaciones diplomáticas después de 38 años.

### Abril
- 1 de abril: en España se deroga la censura de prensa.
- 2 de abril: en el País Vasco se presenta al público por primera vez el partido político vasco Euskal Iraultzarako Alderdia (EIA), antecedente de Euskadiko Ezkerra (EE).
- 6 de abril: en Irán, un terremoto de 5,9 deja 366 muertos.
- 9 de abril (Sábado Santo): en España se legaliza el Partido Comunista.
- 18 de abril: Gama TV inició sus transmisiones siendo el segundo canal ecuatoriano en iniciar las imágenes a color.
- 30 de abril: en Buenos Aires las Madres de Plaza de Mayo inician su primera marcha frente a la Casa Rosada.

### Mayo
- 7 de mayo: en Londres (Reino Unido), la canción L’oiseau et l’enfant, de Marie Myriam (representante de Francia) gana la XXII edición de Eurovisión.
- 8 al 15 de mayo: en Euskal Herria se celebra la Semana Proamnistía convocada para reclamar la amnistía. Siete personas murieron por la represión provocada por el Gobierno español.
- 13 de mayo: en el pueblo Ledesma (en la provincia argentina de Jujuy), una banda de militares de la dictadura cívico-militar-eclesiástica (1976-1983) secuestra al médico pediatra y político Luis Arédez (1929-1977), quien fue intendente municipal del pueblo Ledesma en 1973; será torturado hasta su muerte (un par de meses después) por órdenes del empresario Carlos Pedro Blaquier (1927-2023).
- 14 de mayo: en Roma (Italia), durante las manifestaciones de protesta por el asesinato de Giorgiana Masi, un grupo sale armado de un supermercado que estaba siendo saqueado y abre fuego sobre los carabineros.
- 14 de mayo: en España, el aristócrata Juan de Borbón renuncia a los derechos dinásticos de la corona de España en favor de su hijo, Juan Carlos I.
- 25 de mayo: se estrena la película Star Wars: una nueva esperanza, que será el inicio de la saga Star Wars.

### Junio
- 15 de junio: primeras elecciones en España en 41 años, desde la época de la Segunda República. Fueron ganadas por la Unión de Centro Democrático (UCD).
- 20 de junio: en Alaska comienza a funcionar el gran sistema de oleoducto Trans-Alaska, que atraviesa de sur a norte el estado.[2]
- 23 de junio: en Tonga se registra un fuerte terremoto de 8,0 que deja varios muertos.
- 25 de junio: el Real Betis Balompié conquista la primera Copa del Rey en la final contra el Athletic Club.
- 26 de junio: Elvis Presley da su último concierto en la ciudad de Indianápolis antes de su muerte en agosto de ese mismo año
- 27 de junio: Yibuti se independiza de Francia.
- 27 de junio: En Túnez comienza la 1.ª Edición de la Copa Mundial de Fútbol Juvenil de 1977 de la categoría Sub-20. Torneo organizado por la FIFA.
- 30 de junio: Sale el cómic de Kiss, en la cual la tinta llevaba un poco de la sangre perteneciente a los integrantes de dicha banda.

### Julio
- 1 de julio: en El Salvador, Carlos Humberto Romero asume la presidencia.
- 3 de julio: se crea en España Herri Alderdi Sozialista Iraultzailea (HASI), partido considerado habitualmente como el brazo político de la organización terrorista ETA.
- 5 de julio: en Medellín (Colombia) se funda la Universidad CES.
- 9 de julio: en la plaza Jardín de Méier, en Río de Janeiro (Brasil), Edir Macedo y R. R. Soares fundan la Iglesia Universal del Reino de Dios, conocida mundialmente como Pare de Sufrir.
- 10 de julio: en Atenas (Grecia) se registra la temperatura más alta en la Historia de ese país, y de toda Europa: 48 °C (118,4 °F).
- 10 de julio: En Radès (Túnez) finaliza el primer Mundial Sub-20 donde la selección de la Unión Soviética se corona campeona del mundo en esta categoría al vencer por penales 8-9 a  México tras igualar 2-2 en el tiempo reglamentario.
- 13 de julio: la ciudad de Nueva York (Estados Unidos) sufre el mayor apagón de su historia.
- 13 de julio: Somalia declara oficialmente la guerra a Etiopía, cuya derrota significará el inicio del hundimiento de Somalia como país, llevándolo hasta su situación actual.
- 15 de julio: en Buenos Aires (Argentina), la dictadura de Videla secuestra al físico nuclear Daniel Rus junto con sus colegas Gerardo Strejilevich y Nélida Barroca en la puerta de la CNEA (Comisión Nacional de Energía Atómica). Serán «desaparecidos», torturados y asesinados.
- 17 de julio: en México inicia sus transmisiones la emisora de radio Stereo Cien.
- 19 de julio: en Berlín Oeste, fallece Babette Döge, tras una sobredosis de heroína, a la edad de 14 años.
- 21 de julio: Se inicia la guerra libio-egipcia.
- 31 de julio: en Venezuela se abre al público el Parque Zoológico Caricuao.

### Agosto
- 3 de agosto: en Estados Unidos, la corporación Tandy anuncia su computadora TRS-80 modelo I.
- 4 de agosto: en los Estados Unidos el presidente Jimmy Carter firma la legislación para crear el Departamento de Energía.
- 10 de agosto: en Yonkers (Nueva York) la policía arresta al asesino en serie David Berkowitz (el Hijo de Sam), después de un año de asesinatos.
- 12 de agosto: el transbordador espacial de prueba Enterprise despega de un avión Boeing 747 y realiza su planeo de bautismo hasta tierra.
- 15 de agosto: en los Estados Unidos, el radiotelescopio The Big Ear (el gran oído), operado por la Universidad Estatal de Ohio como parte del proyecto SETI, recibe una señal de radio desde el espacio exterior. Este evento es bautizado «señal Wow!» (debido a la exclamación «¡guau!» de un voluntario del programa).
- 15 de agosto: en Roma (Italia), Herbert Kappler (ex comandante de la Gestapo en Roma, responsable de la Masacre de las Fosas Ardeatinas) se escapa del hospital militar donde se encontraba detenido. Huye a Alemania, donde se niegan a extraditarlo. Morirá en libertad al año siguiente.
- 16 de agosto: en Memphis (Estados Unidos), fallece el cantante y actor Elvis Presley de un ataque cardiaco agravado por el abuso de medicamentos prescritos y mala salud.
- 16 de agosto: en Australia se forma el grupo de rock INXS.
- 19 de agosto: en el área de pruebas atómicas de Nevada (a unos 100 km al noroeste de la ciudad de Las Vegas), a las 9:32 a. m. (hora local) Estados Unidos detona su bomba atómica Scupper, de 0.2 kt (a 450 m bajo tierra), y a las 9:55 detona la bomba Scantling, de 120 kt (a 701 m bajo tierra). Son las bombas n.º 892 y 893 de las 1129 que Estados Unidos detonó entre 1945 y 1992.
  - en la isla indonesia de Sumba, un terremoto de 8,3 y un tsunami dejan 180 muertos y más de 1000 heridos.
- 20 de agosto: Estados Unidos lanza su nave Voyager 2.
- 23 de agosto: el gobernador de Massachusetts (Estados Unidos) declara este día como Sacco and Vanzetti Memorial Day, en memoria de Sacco y Vanzetti, asesinados por el Gobierno estadounidense el 23 de agosto de 1927.
- 26 de agosto: en la ciudad polaca de Sopot tiene lugar el I Festival de la Canción de Intervisión, Helena Vondráčková, con el tema Malovaný Džbánku, resulta ganadora en representación de Checoslovaquia.

### Septiembre
- 5 de septiembre: lanzamiento de la sonda espacial Voyager 1.
- 7 de septiembre: firma de los Tratados Torrijos-Carter por los cuales se transfiere progresivamente la soberanía del Canal de Panamá de Estados Unidos a Panamá.
- 10 de septiembre: Última ejecución, Hamida Djandoubi, realizada por la guillotina en Francia.
- 11 de septiembre: en Barcelona, un millón de personas se manifiestan para pedir el retorno de las instituciones de autogobierno, con ocasión de la Díada (fiesta nacional de Cataluña).
- 15 de septiembre: en El Salvador se funda la Universidad "Dr. José Matías Delgado".
- 29 de septiembre: restauración de la Generalidad de Cataluña, a diferencia de las otras instituciones autonómicas de España no se esperó a después de la nueva Constitución española de 1978.
- 29 de septiembre: lanzamiento de la estación orbital espacial soviética Saliut 6.

### Octubre
- 1 de octubre: en los Estados Unidos, el futbolista brasilero Pelé juega su último partido profesional como miembro del equipo Cosmos de Nueva York.
- 7 de octubre: Aprobación de la nueva Constitución de la Unión Soviética.
- 13 de octubre: cuatro palestinos secuestran un vuelo de Lufthansa hacia Somalia y exigen la liberación de 11 miembros de la Facción del Ejército Rojo.
- 14 de octubre: Fallece en Alcobendas, el actor y cantante estadounidense Bing Crosby, uno de los artistas míticos y célebres del Siglo XX en el Mundo.
- 14 de octubre: David Bowie edita su álbum Héroes.
- 17 de octubre: entra en vigor la Ley de Amnistía en España de 1977.
- 17-18 de octubre: en Mogadiscio (Somalia) tropas del GSG 9 atacan el avión de pasajeros secuestrado y matan a 3 de los 4 secuestradores.
- 18 de octubre: en una prisión de Stammheim (Alemania), se suicidan tres miembros encarcelados de la Facción del Ejército Rojo (Andreas Baader, Gudrun Ensslin y Jan-Carl Raspe).
- 18 de octubre: en Ecuador tiene lugar la Masacre de Aztra, que dejó más de cien víctimas mortales luego de que la policía abriera fuego contra los trabajadores de un ingenio azucarero que se encontraban en huelga.
- 19 de octubre: en Mulhouse (Francia) es encontrado asesinado el empresario Hanns-Martin Schleyer, que había sido secuestrado por la Facción del Ejército Rojo.
- 20 de octubre: en las afueras de Gillsburg (Misisipi) mueren tres miembros de la banda de rock Lynyrd Skynyrd, tres días después de lanzar su álbum Street Survivors (sobrevivientes de la calle).
- 21 de octubre: se funda el Instituto Europeo de Patentes.
- 25 de octubre: Seychelles reconoce a la República Árabe Saharaui Democrática (RASD).
- 26 de octubre: en el distrito Merca (Somalia) se descubre el último caso de viruela. La OMS consideran esta fecha como el aniversario de la erradicación de este flagelo, el éxito más espectacular de la vacunación (y por extensión, de la ciencia).
- 28 de octubre: en Hong Kong, la policía destruye la sede de la Comisión Independiente contra la Corrupción de Hong Kong.
- Octubre, fecha exacta desconocida: se estrena el sistema de videojuegos Atari 2600.

### Noviembre
- 1 de noviembre: Charles Thomas Kowal descubre (2060) Quirón, el primero de los Centauros (asteroides externos del sistema solar).
- 2 de noviembre: la peor tormenta de la historia de Atenas causa caos y mata a 38 personas.
- 6 de noviembre: se rompe la represa Kelly Barnes, ubicada río arriba del colegio bíblico Toccoa Falls Bible College, cerca de Toccoa (Georgia). Mueren 39 personas.
- 8 de noviembre: en Vergina (Egas) (en la región griega de Macedonia), el arqueólogo griego Manolis Andronikos descubre la tumba de Filipo II de Macedonia.
- 11, 12 y 13 de noviembre: en la VIII edición del Festival Yamaha Music, celebrada en Tokio, gana la canción Can't Hide My Love, del grupo Rags, representantes del Reino Unido.
- 12 de noviembre: en la VI edición del Festival OTI, celebrada en Madrid, gana la canción Quincho Barrilete, de Eduardo "Guayo" González, en representación de Nicaragua.
- 19 de noviembre: el presidente egipcio Anwar Sadat se convierte en el primer líder árabe que visita oficialmente Israel al encontrarse con el primer ministro israelí Menachem Begin, en busca de un acuerdo de paz.
- 22 de noviembre: la empresa British Airways inaugura el servicio regular del avión supersónico Concorde entre Londres y Nueva York.
- 22 de noviembre: en los Estados Unidos se conectan los tres primeros nodos de ARPAnet, lo que finalmente se convertirá en internet.
- 23 de noviembre: en la provincia de San Juan, Argentina, se registra un terremoto de 7,5, que deja un saldo de 65 víctimas mortales y numerosos daños materiales.

### Diciembre
- 1 de diciembre: primer vuelo del avión espía Have Blue, de la Lockheed, precursor del F-117 Nighthawk.
- 4 de diciembre: casi dos millones de andaluces se manifestaron bajo el lema 'Libertad, Amnistía, Estatuto de Autonomía' para pedir autonomía de primera, por el artículo 151 de la CE, en pie de igualdad con los territorios históricos del Estado que iniciaron la tramitación en la Segunda República. Se logró finalmente por el acuerdo de octubre de 1980.
- 4 de diciembre: en Tanjung Kupang (Johor, Malasia) el vuelo 653 de Malaysia Airlines es secuestrado y se estrella, matando a los 100 pasajeros y tripulantes.
- 4 de diciembre: en la República Centroafricana, el presidente Jean-Bédel Bokassa se autocorona emperador.
- 10 de diciembre: en Buenos Aires (Argentina) la dictadura de Videla secuestra a Azucena Villaflor, una de las fundadoras de las Madres de Plaza de Mayo. Esa tarde, Villaflor había publicado en los periódicos la lista de varios jóvenes desaparecidos. El 20 de diciembre, tras diez días de tortura, será dejada caer viva desde un avión al Río de la Plata (Vuelos de la Muerte).
- 13 de diciembre: en el aeropuerto regional Evansville Dress Regional (Indiana), un chárter DC-3 que lleva el equipo de baloncesto de la Universidad de Evansville hacia Nashville (estado de Tennessee), se estrella en la lluvia y una densa niebla unos 90 segundos después de despegar. Mueren 29 personas, incluyendo 14 miembros del equipo y su entrenador Bob Watson.
- 14 de diciembre: en un pozo a 213 metros bajo tierra, en el área U3jv del Sitio de pruebas atómicas de Nevada (a unos 100 km al noroeste de la ciudad de Las Vegas), a las 7:00 (hora local) Estados Unidos detona su bomba atómica Rib, de 0,80 kt. Media hora después, a 668 m de profundidad y a unos 14,7 km al sureste, detona la bomba Farallones, de 0,15 kt. Son las bombas n.º 902 y 903 de las 1131 que Estados Unidos detonó entre 1945 y 1992.
- 16 de diciembre: la empresa de televisión CBS emite por primera vez la producción de Mijaíl Barishnikov de la suite Cascanueces (de Chaikovski), adaptada de su versión para el escenario.
- 20 de diciembre: en la provincia de Kerman, Irán, se registra un terremoto de 5,9 que deja 665 muertos y 1000 heridos.
- 25 de diciembre: en las afueras de Medellín (Colombia) son asesinados Luis Fernando Escobar Gaviria (hermano del narcotraficante Pablo Escobar) y su novia. Ese mismo día, en Suiza, fallece el actor Charles Chaplin.
- 31 de diciembre: en Brazzaville (República del Congo) es asesinado el presidente socialista Marien Ngouabi (38).

### Sin fecha conocida
- En Heidelberg, el artista y científico alemán Gunther von Hagens crea el método de preservación de material biológico: la plastinación.

## Arte y literatura

### Premio Cervantes
- Alejo Carpentier.

### Premio Planeta
- Ganador: Jorge Semprún: Autobiografía de Federico Sánchez.
- Finalista: Ángel Palomino: Divorcio para una virgen rota.

### Premio Nadal
- José Asenjo Sedano, por su novela Conversación sobre la guerra.

### Publicaciones
- Richard Bach publica Ilusiones.
- Colleen McCullough publica The Thorn Birds

## Deportes

### Atletismo
- Campeonato Europeo de Atletismo en Pista Cubierta: celebrado en San Sebastián. 
  - Medallero  República Democrática Alemana.

- XXIX Campeonato Sudamericano de Atletismo. Celebrado en Montevideo .
  - Medallero: Brasil.

- XIII Campeonato Centroamericano y del Caribe de Atletismo. Celebrado en Jalapa .
  - Medallero: Cuba.

### Automovilismo
- Fórmula 1:
  - Campeonato de pilotos:

  1.  Niki Lauda 72 pts.
  2.  Jody Scheckter 55 pts.
  3.  Mario Andretti 47 pts.

  - Campeonato de constructores:

  1.  Ferrari 114 pts.
  2.  Lotus-Ford 67 pts.
  3.  McLaren-Ford 65 pts.

- Campeonato Mundial de Rally:
  - Piloto:  Sandro Munari.
  - Copiloto:  Silvio Maiga.

### Baloncesto
- Eurobasket:

  Yugoslavia.
  Unión Soviética.
  Checoslovaquia.
- Copa de Europa:  Maccabi Elite 78:  Mobilgirgi Varese 77, en Belgrado, Yugoslavia.

- NBA:
  - Playoffs: Portland Trail Blazers venció en la final a Philadelphia 76ers por 4-2.
  - MVP de la Temporada: Kareem Abdul-Jabbar (Los Angeles Lakers).
  - Rookie del Año: Adrian Dantley (Buffalo Braves).
  - Entrenador del Año: Tom Nissalke (Houston Rockets).

- Copa Korac: Ginebra (Suiza).  Jugoplastika Split 87:  Fortitudo Alco 84.
- Liga ACB: Real Madrid.
- Copa del Rey de Baloncesto: Real Madrid.

### Balonmano
- Copa de Europa de Balonmano:  Steaua Bucarest:  CSKA Moscú 21-20.
- Recopa de Europa de Balonmano:  MAI Moskow venció al  SC Magdeburg en la final.
- División de Honor: CB Calpisa.

### Béisbol
- Juego de la Estrellas: La Liga Nacional se impuso a la Liga Americana. Don Sutton se hizo con el MVP (‘jugador más valioso’) del partido.

### Ciclismo
- Tour de Francia:

1. Bernard Thévenet.
2. Hennie Kuiper.
3. Lucien Van Impe.

- Vuelta ciclista a España:

1. Freddy Maertens.
2. Miguel María Lasa.
3. Klaus Peter Thaler.

- Giro de Italia:

1. Michel Pollentier.
2. Francesco Moser.
3. Gianbattista Baronchelli.

- Campeonato mundial de ciclismo en ruta

  Francesco Moser.
  Dietrich Thurau.
  Franco Bitossi.
- Milán-San Remo:  Jan Raas.
- Tour de Flandes:  Roger De Vlaeminck.
- París-Roubaix:  Roger De Vlaeminck.
- Amstel Gold Race:  Jan Raas.
- Lieja-Bastogne-Lieja:  Bernard Hinault.
- Campeonato de Zúrich:  Francesco Moser.
- París-Tours:  Joop Zoetemelk.
- Giro de Lombardía:  Gianbattista Baronchelli.
- Burdeos-París:  Herman Van Springel.
- Critérium Nacional:  Jean Chassang.
- Cuatro días de Dunkerque:  Gerrie Knetemann.
- Dauphiné Libéré:  Bernard Hinault.
- Subida a Montjuic:  Bernard Thévenet.
- Flecha Valona:  Francesco Moser.
- Gran Premio Navarra:  Vicente López Carril.
- Clásica de Amorebieta:  Vicente López Carril.
- Gante-Wevelgem:  Bernard Hinault.
- Gran Premio de Plouay:  Jacques Bossis.
- Gran Premio de las Naciones:  Bernard Hinault.
- Midi Libre:  Wladimiro Panizza.
- Milán-Turín:  Rik Van Linden.
- Omloop Het Volk:  Freddy Maertens.
- París-Niza:  Freddy Maertens.
- Semana Catalana:  Enrique Cima.
- Subida a Arrate:  Carlos Ocaña.
- Tirreno-Adriático:  Roger de Vlaeminck.
- Tour de Romandía:  Gianbattista Baronchelli.
- Volta a Cataluña:  Freddy Maertens.
- Vuelta a Aragón:  Javier Nazabal.
- Vuelta a Asturias:  Vicente López-Carril.
- Vuelta a La Rioja:  Rafael Ladrón de Guevara.
- Vuelta al País Vasco:  José Antonio González Linares.

### Fútbol

#### Campeonatos por selecciones
- Copa Mundial de Fútbol Sub-20: La  Unión Soviética venció en los penaltis a  México por 7-6, después de empatar a 2 durante el encuentro.
- Campeonato de Naciones de la Concacaf:  México venció a otras 5 selecciones en una hexagonal jugada en ese país para conseguir su tercer título.

#### Campeonatos internacionales
- Copa Intercontinental:  Boca Juniors.
- Copa de Campeones de la CONCACAF:  América.
- Copa Libertadores de América:  Boca Juniors.
- Copa de Europa:  Liverpool.
- Copa de la UEFA:  Juventus.
- Supercopa de Europa:  Liverpool.

#### Campeonatos nacionales
- Argentina:
  - Torneo Metropolitano: River Plate.
  - Torneo Nacional: Independiente.
  - Primera B: Estudiantes de Caseros.
- Alemania:
  - Bundesliga (Alemania): Borussia Mönchengladbach.
- Brasil:
  - Serie A: São Paulo.
- Chile:
  - Primera División de Chile: Unión Española.
- Colombia:
  - Fútbol Profesional Colombiano: Junior.
- Costa Rica:
  - Primera División: Deportivo Saprissa.
- España:
  - Primera División: Atlético de Madrid.
  - Segunda División: Sporting de Gijón.
  - Copa del Rey: Betis.
- Francia:
  - Ligue 1: Nantes.
- Reino Unido:
  - First Division: Liverpool.
- Italia:
  - Serie A: Juventus.
- México:
  - Primera División: Pumas de la UNAM.
  - Segunda División de México: Atlante
- Países Bajos:
  - Eredivisie: Ajax Ámsterdam.
- Paraguay:
  - Primera División: Cerro Porteño.
- Perú:
  - Liga Peruana de Fútbol: Alianza Lima.
- Uruguay:
  - Primera División: Nacional.
- Venezuela:
  - Primera División: Portuguesa FC.

#### Trofeos
- Bota de Oro:  Dudu Georgescu.
- Balón de Oro africano:  Tarak Dhiab.

#### Clubes
- 7 de enero: Se funda en Calama, Chile el Club de Deportes Cobreloa.
- 7 de junio: Se funda en el cantón de Liberia el club Municipal Liberia

### Fútbol americano
- Super Bowl: Raiders.
- ONEFA: Auténticos Tigres.

### Gimnasia
- VII Campeonato Mundial de Gimnasia Rítmica. Celebrado en Basilea.
  - Medallero   Unión Soviética.

- XII Campeonato Europeo de Gimnasia Artística. Celebrado el concurso femenino en Praga  y el masculino en Vilna.
  - Medallero   Unión Soviética.

### Golf
- US Open:  Hubert Green.
- Masters de Augusta:  Tom Watson.
- British Open:  Tom Watson.
- Campeonato de la PGA:  Lanny Wadkins.

### Hockey sobre patines
- XXXIII Campeonato europeo de hockey sobre patines masculino Celebrado en Oporto  :

  Portugal.
  ESP.
  Italia.
- XI Campeonato Sudamericano de hockey sobre patines masculino Celebrado en Santiago de Chile  :

  Argentina.
  Brasil.
  Chile.

### Motociclismo
- 500cc:  Barry Sheene.
- 350cc:  Takazumi Katayama.
- 250cc:  Mario Lega.
- 125cc:  Pier Paolo Bianchi.
- 50cc:  Ángel Nieto.

### Tenis
- Abierto de Australia (enero):  Roscoe Tanner y  Kerry Melville Reid.
- Abierto de Australia (diciembre):  Vitas Gerulaitis y  Evonne Goolagong.
- Roland Garros:  Guillermo Vilas y  Mima Jausovec.
- Wimbledon:  Björn Borg y  Virginia Wade.
- Abierto de los Estados Unidos:  Guillermo Vilas y  Chris Evert.
- WTA Tour Championships:  Chris Evert.
- Tennis Masters Cup:  Jimmy Connors.
- Copa Davis:  Australia.
- Copa Federación:  Estados Unidos.

## Cine
- 1 de febrero: Suspiria  de Dario Argento.
- 25 de febrero: El castañazo  de George Roy Hill.
- 19 de marzo: Eraserhead  de David Lynch.
- 20 de abril: Annie Hall  de Woody Allen.
- 19 de mayo: Smokey and the Bandit (Los caraduras)  de Hal Needham.
- 25 de mayo: Star Wars: Episode IV - A New Hope (La guerra de las galaxias o Star Wars: Episodio IV - Una nueva esperanza)  de George Lucas.
- 15 de junio: Un puente lejano  de Richard Attenborough.
- 22 de junio: The rescuers (Bernardo y Bianca o Los rescatadores)  de Walt Disney Pictures.
- 7 de julio: La espía que me amó  de Lewis Gilbert.
- 22 de septiembre: Eric, oficial de la reina  de Paul Verhoeven.
- 2 de octubre: Julia  de Fred Zinnemann.
- 16 de octubre: Equus  de Sidney Lumet.
- 14 de noviembre: Paso decisivo  de Herbert Ross.
- 15 de noviembre: Encuentros en la tercera fase  de Steven Spielberg.
- 30 de noviembre: La chica del adiós  de Herbert Ross.
- 14 de diciembre: Fiebre del sábado noche  de John Badham.
- 26 de diciembre: ABBA: The Movie  de Lasse Hallström.

Todas las fechas pertenecen a los estrenos oficiales de sus países de origen, salvo que se indique lo contrario.

### Otras película de relevancia
- Una jornada particular  dirigida por Ettore Scola.
- La ascensión  dirigida por Larisa Shepitko.
- Noche de estreno  dirigida por John Cassavetes.
- Un burgués pequeño, muy pequeño  dirigida por Mario Monicelli.
- La cruz de hierro  dirigida por Sam Peckinpah.
- Padre Patrón  dirigida por Vittorio Taviani y Paolo Taviani.
- Ese oscuro objeto de deseo  dirigida por Luis Buñuel.
- Stroszek  dirigida por Werner Herzog.
- El amante del amor  dirigida por François Truffaut.
- El amigo americano  dirigida por Wim Wenders.
- Los duelistas  dirigida por Ridley Scott.
- Los jugadores de ajedrez  dirigida por Satyajit Ray.
- Un puente lejano  dirigida por Richard Attenborough.
- Tres mujeres  dirigida por Robert Altman.
- El diablo probablemente  dirigida por Robert Bresson.
- El huevo de la serpiente  dirigida por Ingmar Bergman.
- La encajera  dirigida por Claude Goretta.
- Una canta, otra no  dirigida por Agnès Varda.
- Elisa, vida mía  dirigida por Carlos Saura.
- La viuda negra  dirigida por Arturo Ripstein.
- El puente  dirigida por Juan Antonio Bardem.
- Perros Callejeros  dirigida por José Antonio de la Loma.
- La guerra de papá  dirigida por Antonio Mercero.
- Asignatura pendiente  dirigida por José Luis Garci.
- Mi hija Hildegart  dirigida por Fernando Fernán Gómez.

### Premios Óscar
- Mejor Película: Annie Hall de Woody Allen.
- Mejor Director: Woody Allen por Annie Hall.
- Mejor Actor: Richard Dreyfuss por La chica del adiós.
- Mejor Actriz: Diane Keaton por Annie Hall.
- Mejor Actor de Reparto: Jason Robards por Julia.
- Mejor Actriz de Reparto: Vanessa Redgrave por Julia.
- Mejor Guion Original: Annie Hall de Woody Allen y Marshall Brickman.
- Mejor Banda Sonora: John Williams por Star Wars: Episode IV - A New Hope (La guerra de las galaxias o Star Wars: Episodio IV - Una nueva esperanza).

### Premios Globo de Oro
- Mejor película (drama): Rocky.
- Mejor película (comedia o musical): Ha nacido una estrella.
- Mejor director: Sidney Lumet por Un mundo implacable.
- Mejor actor (drama): Peter Finch por Un mundo implacable.
- Mejor actor (comedia o musical): Kris Kristofferson por Ha nacido una estrella.
- Mejor actriz (drama): Faye Dunaway por Un mundo implacable.
- Mejor actriz (comedia o musical): Barbra Streisand por Ha nacido una estrella.
- Mejor guion: Un mundo implacable de Paddy Chayefsky.
- Mejor serie (drama): Hombre rico, hombre pobre.
- Mejor serie (comedia o musical): Barney Miller.

## Música

### Publicaciones
- Queen: Somebody to love.
- ABBA: The Album.
- AC/DC: Let There Be Rock.
- Aerosmith: Draw the line.
- Baccara: Baccara.
- Bee Gees: Stayin' Alive.
- Billy Joel: The Stranger.
- Blondie: Plastic letters.
- Boney M: Love For Sale.
- Camilo Sesto: Rasgos, Entre amigos y Look in the eye.
- Cheap Trick: Cheap Trick e In Color.
- David Bowie: Low y Heroes.
- Dead Boys: Young, Loud and Snotty
- Electric Light Orchestra: Out of the blue.
- Elvis Presley: Moody Blue.
- Emerson, Lake & Palmer: Works, Vol. 1 y Works, Vol. 2.
- Fleetwood Mac: Rumours.
- Genesis: Wind & Wuthering.
- Iggy Pop: The idiot, Lust for life y Kill city.
- José José: Reencuentro
- José Luis Perales: Si....
- Judas Priest: Sin After Sin
- Julio Iglesias A mis 33 años
- Kiss: Alive II y Love Gun.
- Kraftwerk: Trans Europa Express.
- Lalo Guerrero: Mañanitas con las Ardillitas.
- Los Kipus: Los Kipus con Eva Ayllón.
- Lynyrd Skynyrd: Street Survivors.
- Matia Bazar: Sólo tú.
- Meat Loaf: Bat Out Of Hell.
- Menudo: Los Fantasmas (álbum) primera grabación de un álbum de menudo
- Miami Sound Machine: Live Again/Renacer.
- Motörhead: Motörhead.
- Pink Floyd: Animals.
- Queen: News of the world.
- Richard Clayderman: Richard Clayderman.
- Rush: A farewell to kings.
- Scorpions: Taken by Force.
- Sex Pistols: Never Mind the Bollocks, Here's the Sex Pistols.
- Supertramp: Even in the quietest moments.
- Status Quo: Rockin’ all over the world.
- Tangerine Dream: Sorcerer y Encore.
- Talking Heads: Talking Heads: 77.
- Television: Marquee Moon.
- The Alan Parsons Project: I Robot.
- The Beach Boys: Love You.
- The Clash: The Clash.
- The Jam: In the City y This is the Modern World.
- The Ramones: Leave Home y Rocket to Russia.
- The Stranglers: Rattus Norvegicus.
- Triana: Hijos del agobio.
- Uriah Heep: Firefly e Innocent Victim.
- Vangelis: Spiral.
- Veneno: Veneno.
- Yola Polastry: La pantera aventurera y La parrandita de Yola.

### Festivales
- El 7 de mayo se celebra la XXII edición del Festival de la Canción de Eurovisión en Londres,  Reino Unido.
  - Ganador/a: La cantante Marie Myriam con la canción «L'oiseau et l'enfant» representando a Francia .

### Premio Ernst von Siemens
- Herbert von Karajan (director de orquesta alemán).

## Premios Nobel
- Física: Philip Warren Anderson, Nevill Francis Mott y John Hasbrouck van Vleck.[3]
- Química: Ilya Prigogine.[3]
- Medicina: Roger Guillemin, Andrew V. Schally y Rosalyn Yalow.[3]
- Literatura: Vicente Aleixandre.[3]
- Paz: Amnistía Internacional.[3]
- Economía: Bertil Ohlin y James Meade.[3]